# Kleinoldendorf
Kleinoldendorf ist ein Ort in der Gemeinde Uplengen im Landkreis Leer in Ostfriesland. Ortsvorsteher ist Heinrich Bolte.
Im Jahr 1598 wird Kleinoldendorf erstmals in der "Beestbeschreibung" des Amtes Stickhausen der Lengener Vogtei genannt. Zu dieser Zeit besaß Kleinoldendorf zwölf Bauernhäuser mit einem Viehbestand von 24 Pferden, 23 Ochsen, 48 Kühen und 16 Kälbern. Der Ort dürfte jedoch älter sein.
Während der Weimarer Republik wählten die Einwohner Klein- und Großoldendorfs, die zu einem Wahlbezirk zusammengefasst wurden, großteils oder mehrheitlich rechte Parteien. Im Gegensatz zum Großteil Ostfrieslands geschah dies bereits bei der Wahl zur Deutschen Nationalversammlung 1919. Die DNVP erhielt 33 Prozent der Stimmen, ihr folgten die DDP (30,5 Prozent), die SPD mit 23 und die DVP mit 14 Prozent. Bei der Reichstagswahl im Dezember 1924 siegte die DNVP bereits mit 84 Prozent der abgegebenen Stimmen. Ihr folgten die DVP mit neun, die DDP und die NSDAP mit jeweils 2,5 sowie die SPD auf dem fünften Rang mit zwei Prozent der Stimmen. Die Nationalsozialisten verzeichneten in den folgenden Jahren weitere Zugewinne (1930: 32,7 Prozent) und erhielten schließlich bei den Wahlen im Juli 1932 90,1 Prozent der Stimmen. Die DNVP erhielt weitere 7,6 Prozent, so dass insgesamt 97,7 Prozent der Einwohner eine nationalkonservative oder faschistische Partei wählten. Die Sozialdemokraten kamen bei dieser Wahl auf 1,3 Prozent der Stimmen.
Am 1. Januar 1973 wurde Kleinoldendorf in die neue Gemeinde Uplengen eingegliedert.
Der Ort wuchs vor allem durch die Aufnahme von Vertriebenen aus den ehemaligen Ostgebieten des Deutschen Reiches beträchtlich. Sie stellten 1946 74 der insgesamt 282 Einwohner. Dies entsprach einem Anteil von 26,2 Prozent. Der Anteil sank bis 1950 sehr leicht auf 25,8 Prozent (70 von 271 Einwohnern).
| Jahr | Einwohnerzahl |
| ---- | ------------- |
| 1821 | 124           |
| 1848 | 140           |
| 1871 | 147           |
| 1885 | 127           |
| 1905 | 142           |
| 1925 | 169           |

| Jahr | Einwohnerzahl |
| ---- | ------------- |
| 1933 | 187           |
| 1939 | 193           |
| 1946 | 282           |
| 1950 | 271           |
| 1961 | 199           |
| 1970 | 213           |

Bei den Wahlen seit Gründung der Bundesrepublik Deutschland hat sich Kleinoldendorf jahrzehntelang als Hochburg der CDU präsentiert, wohingegen Ostfriesland in seiner Gesamtheit innerhalb Deutschlands eine SPD-Hochburg ist. In Kleinoldendorf erreichten die Christdemokraten bereits bei der Bundestagswahl 1949 die absolute Mehrheit von 54,6 Prozent. Bei den folgenden Bundestagswahlen bis 1972 gingen an die CDU zwischen 56,8 Prozent (1953) und 88,7 Prozent (1965). 2002 erreichten die Christdemokraten 60,8 Prozent der Stimmen, bei der Bundestagswahl drei Jahre darauf trotz deutlicher Verluste immer noch 49,5 Prozent, womit sie stärkste Partei blieben.
Eine Dorferneuerung wurde in den Jahren 1995 bis 1998 in Klein- und Großoldendorf geplant und von 1998 bis 2006 umgesetzt.